# Тарел (Арканзас)
Тарел (енгл. Turrell) град је у америчкој савезној држави Арканзас.

## Демографија
По попису из 2010. године број становника је 615, што је 342 (-35,7%) становника мање него 2000. године.
| Група             | 2000.       | 2010.       |
| Белци             | 185 (19,3%) | 87 (14,1%)  |
| Афроамериканци    | 754 (78,8%) | 523 (85,0%) |
| Азијати           | 0 (0,0%)    | 0 (0,0%)    |
| Хиспаноамериканци | 28 (2,9%)   | 2 (0,3%)    |
| Укупно            | 957         | 615         |